# Rémy Belvaux
Rémy Belvaux (Namur, Valònia; 10 de novembre de 1967-Orry-la-Ville, 5 de setembre de 2006) va ser un actor, realitzador, productor i cineasta belga. Va ser realitzador i actor del film Va succeir a prop de casa teva el 1992 i un dels quatre participants del llençament de pastís a Bill Gates el 4 de febrer de 1998, juntament amb Noël Godin.
Era germà de Lucas Belvaux, també actor i director de cinema, i de Bruno Belvaux, director de teatre.

## Biografia
De 1982 a 1984, Rémy Belvaux va assistir al taller de tires còmiques de l'Acadèmia de Belles arts a la ciutat de Châtelet, prop de Charleroi (també conegut com a taller Leonardo). Al mateix temps, va continuar els seus estudis secundaris de dibuix en l'Institut Félicien Rops de Namur.
Rémy Belvaux estava decidit a seguir els passos del seu germà Lucas, però no se sentia actor. D'altra banda, tant a nivell de dibuix com de guió, Rémy demostrava un talent indiscutible. Durant l'any 1984, va treballar en una eixelebrada sinopsi on es tractava de l'amant de la seva mare que pretenia dibuixar a l'estil de Yves Swolfs. La tira còmica de Durango era una de les seves favorites i Rémy apreciava el disseny i el marc narratiu.
A través d'un dels seus germans, Bruno, va conèixer a Benoît Poelvoorde. L'amistat era “fusional” amb ell.
Rémy Belvaux va estudiar animació durant un any en escola d'art La Cambre, abans d'incorporar-se a Insas, escola superior de cinema, dependent de la Comunitat Francesa de Bèlgica, a Brussel·les. Va ser allí on va conèixer a André Bonzel i es va retrobar amb Benoît Poelvoorde, llavors estudiant de l'Escola de Recerca Gràfica (ERG). Rémy Belvaux i André Bonzel van codirigir, en 1987, un curtmetratge de paròdia Pas de C4 pour Daniel Daniel amb Benoît Poelvoorde.
A principis dels 90, van reeditar l'experiència, rodant en blanc i negre, 16 mm inflats a 35 mm per a la seva presentació a Canes i per un pressupost relativament irrisori (Era un treball de fi de curs ampliat) Va succeir a prop de casa teva, fals documental ple d'humor negre i cínica paròdia del famós programa de televisió documental belga Strip-Tease. La pel·lícula conta la història d'un equip de televisió, el periodista de la qual és Rémy Belvaux, que segueix pas a pas a Ben, un assassí a sou interpretat per Benoît Poelvoorde, les peregrinacions sagnants del qual estan esquitxades d'aforismes desconcertants. La pel·lícula va ser un èxit en 1992. En la Setmana de la Crítica de Cannes i, malgrat les controvèrsies sobre la seva violència, es convertiria ràpidament en una pel·lícula de culte. A Bonzel, camerògraf, i Poelvoorde, actor, també se'ls atribueix la realització per a reivindicar un treball comú però Belvaux és el veritable director de la pel·lícula. El va molestar el fet de ser relegat a un segon pla mentre Poelvoorde era molt demandat i al mateix temps llançaria la seva carrera.
Es va retrobar amb Benoît Poelvoorde, però com a actor, en la sèrie de televisió Les Carnets de Monsieur Manatane.
El 4 de febrer de 1998 va formar part d'un grup de quatre persones (al costat de Noël Godin i Jan Bucquoy), que van ser multats per llançar un pastís de crema a la cara de l'empresari estatunidenc i fundador de Microsoft, Bill Gates, el mateix que es trobava de visita a Brussel·les en aquest moment.
Rémy Belvaux després es va dedicar a la direcció de pel·lícules publicitàries per a Quad Productions. Allí es va convertir en un dels directors més actius i creatius, signant un gran nombre d'espots en deu anys.

## Defunció
Rémy Belvaux es va suïcidar el 4 de setembre de 2006 a l'edat de 39 anys llançant-se sota un tren, al poblat d'Orry-la-Ville.

## Filmografia
Diverses pel·lícules estudiantils, incloses 475° Fahrenheit (1 minut 39 segons) el 1986 i L'Amant de Maman, amb Benoît Poelvoorde en el paper de l’amant, el 1987.
- 1987: Pas de C4 pour Daniel Daniel, curtmetratge, dirigit amb André Bonzel, amb Benoît Poelvoorde i Lucas Belvaux.
- 1992: Va succeir a prop de casa teva, dirigida amb André Bonzel i Benoît Poelvoorde.